# Ljørdalen
Ljørdalen is een plaats in de Noorse gemeente Trysil in fylke Innlandet. Het dorpje ligt in het uiterste oosten van de gemeente, vlak bij het Fulufjellet nasjonalpark
Ljørdalen heeft een houten kerkje uit 1872. Het gebouw is in 1980 gerestaureerd.